# Paul Marc Rousseau
Paul Marc Rousseau (pron. /pɔl mark rʊ'səʊ/) (17 marzo 1989) è un musicista, produttore discografico e blogger canadese, dal 2012 chitarrista dei Silverstein, dopo aver rimpiazzato Neil Boshart. Precedentemente faceva parte del gruppo post-hardcore I Am Committing a Sin, ed ha un progetto solista pop rock chiamato Burst & Bloom.

## Carriera
Entra in contatto con la musica già da molto piccolo, perché la madre, pianista, gli insegna a suonare il pianoforte, di cui prende lezioni per svariati anni, prima di decidere che la chitarra era uno strumento molto più attraente. La madre asseconda la sua scelta e gli compra una chitarra acustica, che impara a suonare per lo più da solo.
Nel 2005 fuori dallo show per la pubblicazione di Discovering the Waterfront conosce Billy Hamilton, il bassista dei Silverstein, con cui stringe subito amicizia e che diventa per lui una sorta di fratello maggiore, istruendolo soprattutto sulla musica punk e rock del XX secolo. Paul Marc era inizialmente entrato in contatto coi Silverstein acquistando una demo ad un loro show, contenente Smashed into Pieces più una canzone degli Spitalfield (la band con cui i Silverstein erano in tour in quel momento); decide di andare da HMV a comprare When Broken Is Easily Fixed e ha una discussione col padre non appena fa partire il CD sullo stereo dell'automobile. Grazie all'amicizia con Hamilton, va in tour nel 2008 come tecnico per le chitarre della band.
La sua prima esperienza attiva nel mondo della musica la fa con una band dell'Ontario chiamata I Am Committing a Sin, la quale viene messa sotto contratto nel 2009 dalla Verona Records, l'etichetta del cantante dei Silverstein Shane Told; il batterista Paul Koehler inoltre ne diviene il loro manager. Con la Verona, la band fa uscire il 2 giugno l'EP di debutto chiamato Grow Past Their Promises, composto di sei brani. Nello stesso anno, Paul esegue i cori assieme al resto degli I Am Committing a Sin per il quarto album dei Silverstein, A Shipwreck in the Sand. È la prima di una serie di collaborazioni con il quintetto di Burlington, che culmineranno poi nel 2012 con l'ingresso nella band. Al primo EP fa seguito un altro, pubblicato sempre dalla Verona Records il 23 febbraio 2010 ed intitolato The Tragedians EP, composto da 4 tracce (di cui una della durata di 49 secondi). La band però si scioglie in seguito a dei contrasti interni.
Dopo il break-up degli I Am Committing a Sin, decide di intraprendere un progetto pop rock solista chiamato Burst & Bloom. Paul ha spiegato che mentre l'hardcore richiede per forza di cose una band alle spalle con cui possono sorgere contrasti e divergenze, un progetto acustico permette di poter effettuare tutto da solo. Con il suo nuovo progetto ha suonato in pochissime date perché, come ha affermato, suonare per 20 persone è molto meno utile che caricare la propria musica su Internet, dove è disponibile per tutti, senza costi e senza doversi muovere da casa. Ha anche reimparato a suonare il piano, in particolare per registrare una cover di Short People di Randy Newman. Inoltre, ha periodicamente caricato su Internet dei brevi video targati Burst & Bloom in cui mostrava in modo ironico il suo modo di scrivere e comporre e cercava di trasmettere in maniera scherzosa quelle che erano state le sue esperienze nel mondo della musica sino ad allora. In tre occasioni si è riunito con gli I Am Committing a Sin per suonare dei live, in particolare allo show d'addio dei Dead and Divine nel 2012.
È presente nel quinto album dei Silverstein Rescue (2011) dove esegue i cori assieme a Ben Bradford. Per Street Folk Sessions ha registrato il 23 luglio 2011 una cover alla chitarra di Every Double Life, dei The New Amsterdams. Partecipa anche al successivo album dei Silverstein, Short Songs, cantando I like short songs nella canzone omonima, cover dei Dead Kennedys. Nel frattempo lavora presso Lavish & Squalor, un negozio di abbigliamento a Toronto.
Nel 2012 lavora assieme a Jordan Valeriote, già produttore degli I Am Committing a Sin, producendo l'EP Sun & Showers per la band post hardcore Body Doubles. In estate prende parte assieme ai Silverstein al tour denominato Short Songs Short Tour (dieci tappe tra USA e Canada in supporto al mini-album Short Songs) come turnista alla chitarra al posto di Neil Boshart, assente per ragioni non specificate dalla band. Il 24 settembre viene dato l'annuncio ufficiale da parte dei Silverstein che Paul è il nuovo chitarrista ufficiale del gruppo.
Con i Silverstein, fa uscire l'album This Is How the Wind Shifts (2013). Il 7 dicembre 2012 posta su YouTube un tutorial per mostrare come eseguire il riff del ritornello del primo singolo del disco, Stand Amid the Roar. Nel corso del Warped Tour 2013 dà lezione di chitarra come parte del progetto Band Happy.
Nel gennaio del 2014 a causa di forti dolori addominali è costretto a un'operazione d'emergenza, obbligando così la band a cancellare alcune date del tour in Canada che stava portando a termine.
Gestisce un blog assieme a Billy Hamilton, chiamato "Billy Says, Paul Marc Plays", in cui ogni mese Billy gli assegna una canzone da imparare e suonare con la chitarra, per poi caricare la cover definitiva della canzone.

## Vita privata
Vive a Toronto. Possiede numerosi tatuaggi, soprattutto sulle braccia.

## Discografia

### Come musicista

#### Con gli I Am Committing a Sin
- 2009 - Grow Past Their Promises (EP)
- 2010 - The Tragedians EP (EP)

#### Con i Silverstein
- 2013 - This Is How the Wind Shifts
- 2013 - Four Minutes Being Cool (EP)

#### Apparizioni
- 2009 - A Shipwreck in the Sand - Silverstein (cori)
- 2011 - Rescue - Silverstein (cori)
- 2012 - Short Songs - Silverstein (guest vocals in Short Songs)

### Come produttore
- 2012 - Sun & Showers - Body Doubles (EP)